# Kaliumsulfat
Kaliumsulfat (K2SO4) ist eine anorganische chemische Verbindung und das Kaliumsalz der Schwefelsäure. Kaliumsulfat ist ein farb- und geruchloser, bitter-salzig schmeckender Feststoff, der hauptsächlich als Düngemittel verwendet wird. Er dient aber auch als Ausgangsstoff zur Herstellung von anderen Chemikalien und als Lebensmittelzusatzstoff mit der E-Nummer E 515. In der Natur kommt Kaliumsulfat als seltenes Mineral Arcanit vor.

## Geschichte
Als Erster stellte der Apotheker und Chemiker Johann Rudolph Glauber das bereits seit dem 14. Jahrhundert bekannte Salz aus Kaliumchlorid und Schwefelsäure her.

## Vorkommen

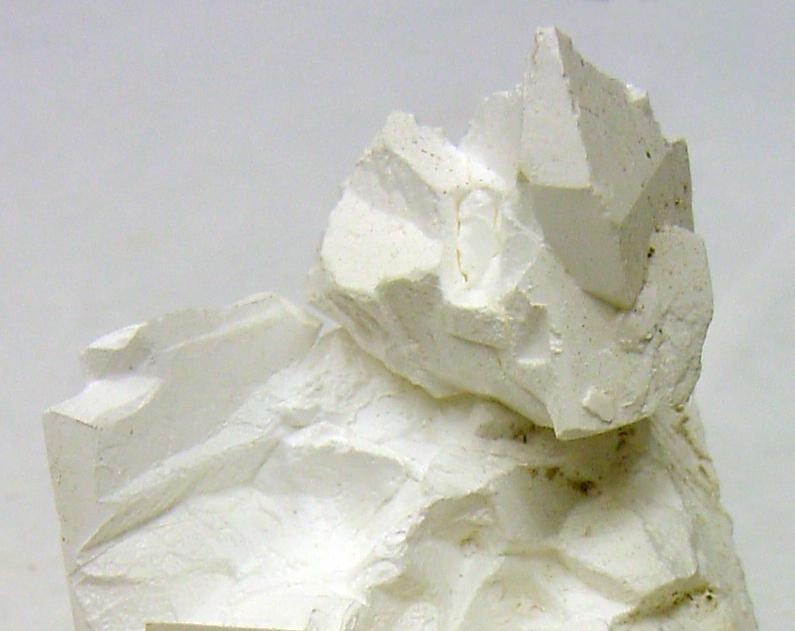
Arcanit

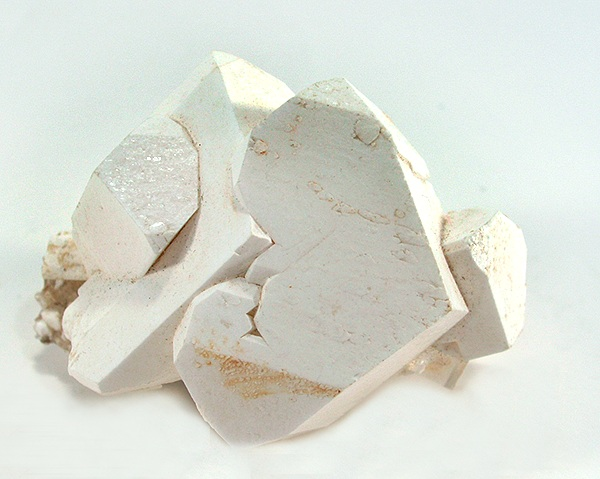
Pikromerit

In der Natur tritt reines Kaliumsulfat (K2SO4) als Mineral Arcanit auf.
Neben dem ternären Kaliumsulfat sind auch quaternäre Verbindungen mit Kalium und Sulfat sowie einem weiteren Kation – sogenannte Doppelsalze – als Minerale bekannt, wie beispielsweise Belomarinait (KNa[SO4]), Leonit (K2Mg[SO4]2·4H2O), Pikromerit (K2Mg[SO4]2·6H2O), Langbeinit (K2Mg2[SO4]3) und die Kalialaune (allgemein KMIII(SO4)2·12H2O).

## Darstellung und Gewinnung
Anfangs wurde Kaliumsulfat aus dem Mineral Kainit (MgSO4 · KCl · 3 H2O) gewonnen. Diese Herstellungsweise wurde jedoch bald zu Gunsten kostengünstigerer Verfahren ausgehend vom Kaliumchlorid aufgegeben.
Eine Möglichkeit in der Herstellung von Kaliumsulfat ist die Reaktion von Kaliumchlorid mit Schwefelsäure bei einer Temperatur von 700 °C.
{\displaystyle {\ce {H2SO4{}+2KCl->[{\text{700 °C}}]K2SO4{}+2HCl}}}
Alternativ ist Kaliumsulfat durch die doppelte Umsetzung mit anderen Metallsulfaten wie z. B. Magnesiumsulfat darstellbar:
{\displaystyle {\ce {2KCl + 2MgSO4 -> K2SO4.MgSO4 + MgCl2}}}
{\displaystyle {\ce {K2SO4.MgSO4 + 2KCl -> 2K2SO4 + MgCl2}}}
Das so genannte Hargreaves-Verfahren nutzt zur Darstellung von Kaliumsulfat die Umsetzung von Kaliumchlorid mit einem Gemisch aus Schwefeldioxid, Luft und Wasser:
{\displaystyle {\ce {2KCl + SO2 + {\frac {1}{2}}O2 + H2O -> K2SO4 + 2HCl}}}
Kaliumsulfat fällt zudem als Nebenprodukt bei der Herstellung von Salpetersäure an.
Einfacher herzustellen ist Kaliumsulfat über die Reaktion von Kaliumhydroxid und Schwefelsäure.

## Eigenschaften
Kaliumsulfat ist ein farb- und geruchloser, bitter-salzig schmeckender Feststoff. Er ist in Wasser gut löslich, in Glycerin kaum und in Ethanol praktisch gar nicht. Weiterhin ist Kaliumsulfat sehr hart und äußerst stabil an der Luft.
Die wasserfreien Kristalle haben orthorhombische Symmetrie (Raumgruppe Pmcn (Raumgruppen-Nr. 62, Stellung 5), Gitterparameter a = 5,7704 Å, b = 10,0712 Å, c = 7,4776 Å).

## Verwendung
Kaliumsulfat verwendet man zur Herstellung von Kalialaun, Kaliwasserglas, Kaliumpersulfat, Pottasche, Phlegmatisierungsmitteln, synthetischem Gummi sowie Mischdüngern. Des Weiteren findet es Anwendung bei der Weinstein- und Weinsäure-Reinigung und vielfältige Verwendung in der Farbstoff-, Sprengstoff- und pharmazeutischen Industrie.
Kaliumsulfat wird in der Lebensmitteltechnik als Festigungsmittel, Säureregulator oder Trägerstoff eingesetzt. In diätischen Lebensmitteln dient Kaliumsulfat als Kochsalzersatz. Es ist in der EU als Lebensmittelzusatzstoff mit der E-Nummer E 515 ohne eine Höchstmengenbeschränkung (quantum satis) für alle für Zusatzstoffe zugelassenen Lebensmittel zugelassen.
Ferner ist es Bestandteil von Kalidüngern, die zur Düngung Chlorid-empfindlicher Pflanzenkulturen zum Beispiel im Weinbau zum Einsatz kommen. 
Kaliumsulfat wird auch als Wirkstoff in Löschpulvern (meist zusammen mit anderen Alkalisalzen wie Natriumhydrogencarbonat) der Brandklassen B und C eingesetzt.
Es wird auch als Homöopathisches Arzneimittel verwendet. Als Schüßler-Salz findet es dort Anwendung bei allen abschuppenden Hauterkrankungen, wie Neurodermitis und Schuppenflechte.
Eine wichtige Messgröße des Bodens ist dessen Gehalt an mikrobiellem Biomasse-Kohlenstoff bzw. -Stickstoff, die beide mit Kaliumsulfat extrahiert werden.

## Sicherheitshinweise
Kaliumsulfat ist nicht als Gefahrstoff eingestuft. Allerdings kann das Verschlucken großer Mengen schwere gastrointestinale Reizungen auslösen.